# Скат Фёдорова
Скат Фёдорова (лат. Bathyraja fedorovi) — вид хрящевых рыб рода глубоководных скатов семейства Arhynchobatidae отряда скатообразных. Обитают в северо-западной части Тихого океана. Встречаются на глубине до 2025 м. Их крупные, уплощённые грудные плавники образуют округлый диск со треугольным рылом. Максимальная зарегистрированная длина 150 см. Откладывают яйца. Не представляют интереса для коммерческого промысла.

## Таксономия
Впервые вид был научно описан в 1983 году. Вид назван в честь советского ихтиолога Владимира Владимировича Фёдорова.

## Ареал
Эти скаты обитают в северо-западной части Тихого океана в водах Японии (Хонсю) и России (центральная и южная часть Охотского моря). Встречаются на материковом склоне на глубине от 447 до 2025 м, чаще глубже 800 м. По сравнению с прочими сктообразными, обитающими в данном регионе, они попадаются довольно редко. В контрольных уловах их численность не превышает 8,9 %, тогда как у самых распространённых в ареале щитоносных скатов этот показатель составляет 46,7 %.

## Описание
Широкие и плоские грудные плавники этих скатов образуют ромбический диск с широким треугольным рылом и закруглёнными краями.  На вентральной стороне диска расположены 5 жаберных щелей, ноздри и рот. На хвосте имеются латеральные складки. У этих скатов 2 редуцированных спинных плавника и редуцированный хвостовой плавник. Максимальная зарегистрированная длина 150 см.    

## Биология
Эмбрионы питаются исключительно желтком. Эти скаты откладывают яйца, заключённые в роговую капсулу длиной около 7,5—8,6 см и шириной 4—4,8 см с твёрдыми «рожками» на концах.   

## Взаимодействие с человеком
Эти скаты не являются объектом целевого лова. Промысел в ареале ведётся в основном на глубине 500—800, тогда как скаты Фёдорова обычно держатся глубже. Международный союз охраны природы  присвоил этому виду охранный статус «Вызывающий наименьшие опасения».